# Den en Rust
Den en Rust is een Nederlandse begraafplaats en crematorium in de Utrechtse plaats Bilthoven. Het crematorium is gevestigd in een bosrijke omgeving aan de Frans Halslaan 27. Buiten de aula bevinden zich een algemene begraafplaats en een natuurbegraafplaats.
Begraafplaats Den en Rust werd in 1936 door F.B. Tap als particuliere begraafplaats gesticht op een terrein van zes hectare. In 1971 werd daarop een nieuw pand gebouwd met beneden een condoleancekamer. Op het terrein bevinden zich enkele oorlogsgraven.
Na lang verzet van de omwonenden werd in 1992 een crematorium in gebruik genomen. In 2013 werd het bedrijf overgenomen door de coöperatie DELA. In de aula van het crematorium bevindt zich een gebrandschilderd raam. Vanuit de aula wordt uitgekeken op een bospaadje dat verdwijnt in de horizon.
Den en Rust heeft een natuurbegraafplaats in bosgebied van het Utrechts Landschap.

## Begraven op Den en Rust
| - Arthur del Prado (1931-2016), pionier computerchips - Carel Alberts (1927-2006), muzikant - Clare Lennart (1899-1972), schrijfster - David de Wied (1925-2004), wetenschapper - Dé Kessler (1891-1943), voetballer - Dirk-Jan Bijker (1946-2001), presentator, regisseur - Eduard Veterman (1901-1946), schrijver en kunstenaar - Els Borst (1932-2014), politica - George van Heukelom (1870-1952), ingenieur - Gerrit Rietveld (1888-1964), architect - Gilles Quispel (1916-2006), theoloog - Hermann von der Dunk (1928-2018), historicus - Ina Boudier-Bakker (1875-1966), schrijfster - J.M. de Muinck Keizer (1896-1986), fabrikant - Jacob Jan van der Schuit (1882-1968), theoloog - Jacob Vincent (1868-1953), organist - Jan Veldkamp (1909-1994), geofysicus - Jo Schouwenaar-Franssen (1909-1995), politica - Julius Röntgen (1881-1951), violist - Karl Friedrich Hein (1867-1945), industrieel en mecenas | - Kees Trimbos (1920-1988), psychiater - Koos Verdam (1915-1998), politicus - Lex Karsemeijer (1908-2007), componist, dirigent - Piet Hiemstra (1878-1938), socialist - Piet Pijn (1926-2002), kunstenaar - Rian de Waal (1958-2011), pianist - Rogier van Otterloo (1941-1988), dirigent, componist - Roos Boelsma (1909-2004), zangeres - Truus Schröder (1889-1985), beeldend kunstenaar - Willem Hupkes (1880-1965), ingenieur - Willem Kernkamp (1899–1956), minister - W.L. Brugsma (1922-1997), presentator, journalist - Willem Oltmans (1925-2004), journalist - Willem Coolhaas (1899–1981), bestuursambtenaar - Willem van Otterloo (1907-1978), componist, dirigent - Wolfgang Wijdeveld (1910-1985), pianist - Wouter Bleeker (1904-1967), meteoroloog |